# Obereopsis coimbatorensis
Obereopsis coimbatorensis là một loài bọ cánh cứng trong họ Cerambycidae.